# Grigory Ordjonikidze
Pour la ville russe anciennement nommée Ordjonikidze, voir Vladikavkaz.
Pour la ville ukrainienne dénommée du même nom en 1956, voir Ordjonikidze (oblast de Dnipropetrovsk).
Grigory Konstantinovitch Ordjonikidze, souvent orthographié Ordjonikidzé (en russe : Григорий Константинович (Серго) Орджоникидзе; en géorgien : გრიგოლ (სერგო) ორჯონიკიძე), né le 24 octobre 1886 dans le gouvernement de Koutaïssi (Empire russe) et mort le 18 février 1937 à Moscou, est un révolutionnaire bolchévique géorgien et homme politique soviétique, proche allié et ami de Joseph Staline.
Bolchévique à partir de 1903, son surnom dans la clandestinité était « Sergo » ou « camarade Sergo ». Il participe à la révolution d'Octobre et soutient fermement l’ascension de Staline au pouvoir suprême dans les années 1920. Membre titulaire du Politburo à partir de 1930, il est une figure clé du pouvoir soviétique en tant que membre du cercle rapproché de Staline. Il est chargé de l'industrialisation de l’économie soviétique en tant que commissaire du peuple à l'industrie lourde et participe à l’élaboration des plans quinquennaux et du stakhanovisme. Son influence décroît toutefois au milieu des années 1930 à la suite de désaccords avec Staline, notamment sur la lutte contre les « saboteurs » que Staline souhaite ardemment mener et qui rend Ordjonikidze sceptique, ce qui déplaît au dictateur. 
Officiellement mort par suicide en 1937 alors qu'il est en début de disgrâce, certains émettent l’hypothèse qu'il fut probablement assassiné à l'instigation de Staline dans le cadre de l'élimination de ses rivaux et du fait de divergences sur la politique caucasienne à l'instigation de Lavrenti Beria. Sa mort fut le signal du lancement d'une purge stalinienne en Géorgie dans laquelle Beria a joué un grand rôle.

## Biographie
Issu d'une famille de petits propriétaires terriens, Grigory Ordjonikidze fait des études de médecine et se lie avec les milieux subversifs de gauche. Il adhère au POSDR en 1903 et devient d'emblée bolchevik. Il milite surtout à Bakou, où il fait la connaissance de Joseph Staline, avec qui il formera une longue et forte amitié qui ne se détériorera que durant les dernières années de sa vie.  
Après avoir obtenu son diplôme, il est arrêté pour port d'armes. Après sa libération, il s'exile en Allemagne, puis retourne en 1907 en Russie, à Bakou. C'est là qu'il travaille avec Staline avec qui, en 1908, il est enfermé à la prison de Bayil. Il est déporté en Sibérie. Il parvient à s'en évader et à rejoindre la France.
De retour en Russie, il est arrêté en 1912 à Saint-Pétersbourg et envoyé dans un camp de travail. Lors de la révolution de février 1917, il est à Iakoutsk, où les bolcheviks prennent le pouvoir. Il retourne ensuite auprès de Staline à Saint-Pétersbourg pour y vivre les événements de la révolution d'Octobre.

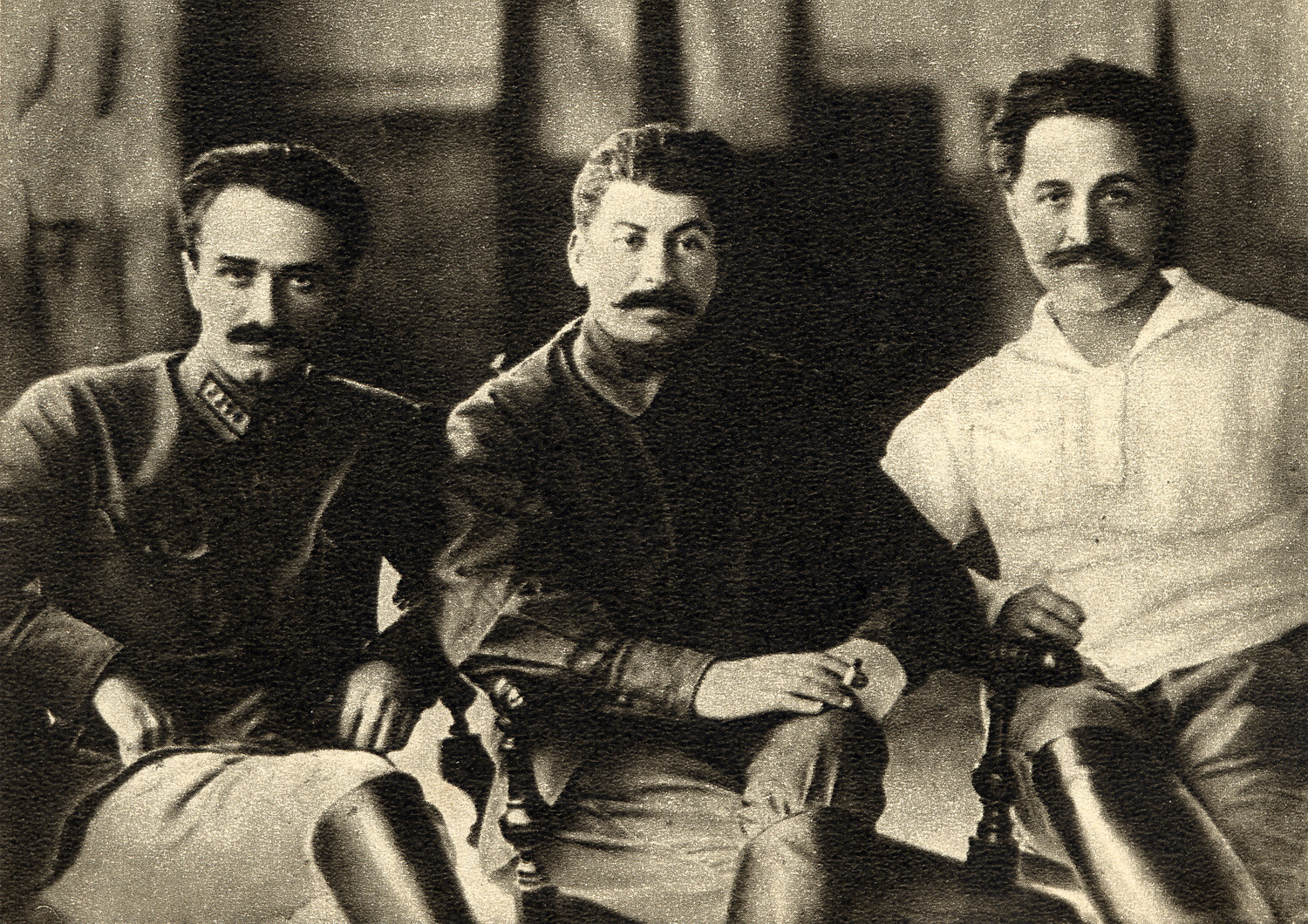
Anastase Mikoïan, Joseph Staline et Grigory Ordjonikidze à Tbilissi en 1925.

Pendant la guerre civile, il est l'un de ceux qui mettent en place le pouvoir des soviets dans le sud du pays. Il participe notamment à l'instauration éphémère de la République socialiste du Gilan, et fait la connaissance de Lavrenti Beria, qu’il protège d’une condamnation liée à sa proximité avec les mencheviks géorgiens pendant la guerre civile.
En 1924, il mène avec Staline la répression du soulèvement d'août en Géorgie.

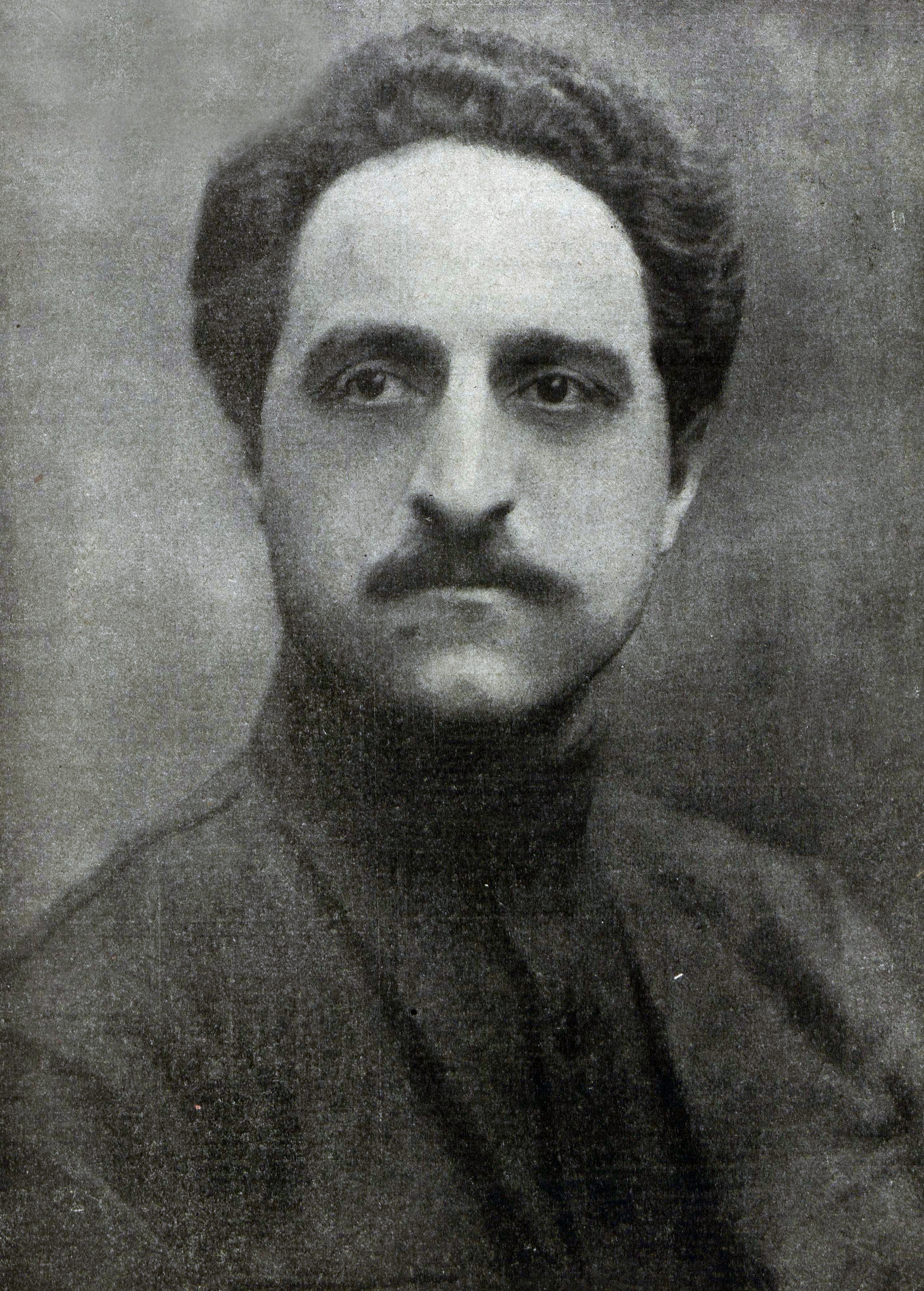
Ordjonikidze en 1926.

En remerciement de sa collaboration, il devient entre 1926 et 1930 Président de la Commission centrale de contrôle du parti — qui organise les purges au sein du Parti communiste — et membre du Politburo (membre suppléant en 1926 et membre titulaire en 1930). En 1930, Staline lutte pour convaincre le Comité central d’élire Molotov à la tête du Sovnarkom, en arguant de la trahison de Vissarion Lominadze (en), premier secrétaire du Parti de Transcaucasie. Sergo, ami de ce dernier et par loyauté envers lui, remet à Staline les lettres que Lominadze lui avait adressées, au lieu de les communiquer au Comité central comme il l’aurait dû. Staline lui tint rigueur de cette absence de loyauté envers le parti, mais n’empêche pas sa titularisation au Politburo, ni sa nomination à la tête du Conseil suprême de l'économie nationale. Sergo met également en garde Staline contre Beria, que Staline fait admettre au kraïkom de Géorgie ; en effet, Sergo ne supporte pas « l’idée de voir un agent de la police secrète traiter avec arrogance de vieux révolutionnaires ».
Il est commissaire du peuple à l'industrie lourde en 1932. À ce titre, il supervise le premier plan quinquennal ; les contraintes qu’il subit alors à ce poste le laissent avec de lourds problèmes cardiovasculaires.
Mais Staline commence à soupçonner Ordjonikidze, dont l’influence sur le Parti rivalisait avec la sienne, de vouloir s'allier à certains de ses adversaires, objet des prochaines Grandes Purges. Ses soupçons furent renforcés lorsque Sergo tenta de retourner le Politburo contre lui lors de ses vacances d’été 1933 : face à des erreurs dans l’industrie dues à l’« industrialisation à toute vapeur » et la collectivisation voulues par Staline, que Molotov et le parquet voulaient mettre sur le dos de « saboteurs », Sergo persuada le Politburo de condamner les conclusions de sabotage du substitut Vychinski. Staline perçut immédiatement un début d’opposition à sa politique, et accusa Sergo de défendre « des éléments réactionnaires du Parti contre le Comité central », non sans tancer vertement ses camarades qui avaient suivi Sergo.
En désaccord avec Staline concernant la purge des cadres de l'industrie et en particulier le procès et l'exécution de son second Gueorgui Piatakov, Ordjonikidze, en début de disgrâce, est retrouvé mort le 18 février 1937 à Moscou. Il avait reçu auparavant la visite du secrétaire personnel de Staline, Alexandre Poskrebychev, suivi de membres du NKVD chargé de faire une perquisition à son domicile en présence de sa femme. Par la suite, la majorité de sa famille et de ses subordonnés en Géorgie seront arrêtés, sommairement jugés à huis clos et exécutés d'une balle dans la nuque ou expédiés dans des camps du Goulag de Sibérie. La mort d'Ordjonikidze fut présentée comme un suicide.
Grigory Ordjonikidze est inhumé dans la nécropole du mur du Kremlin.

## Hommages posthumes

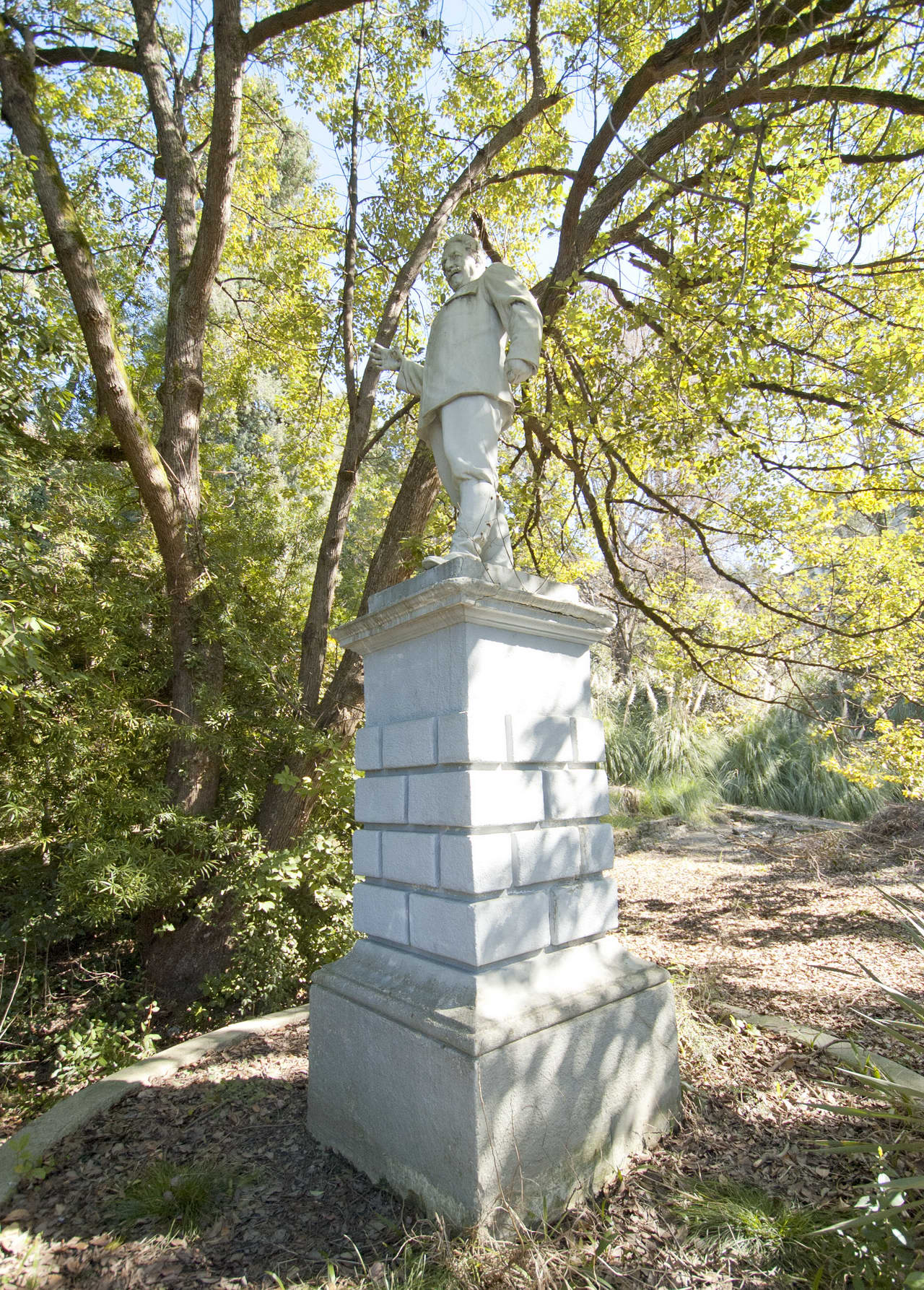
Statue d'Ordjonikidzé dans le parc du sanatorium Ordjonikidzé à Sotchi dans le quartier de Bytkha.

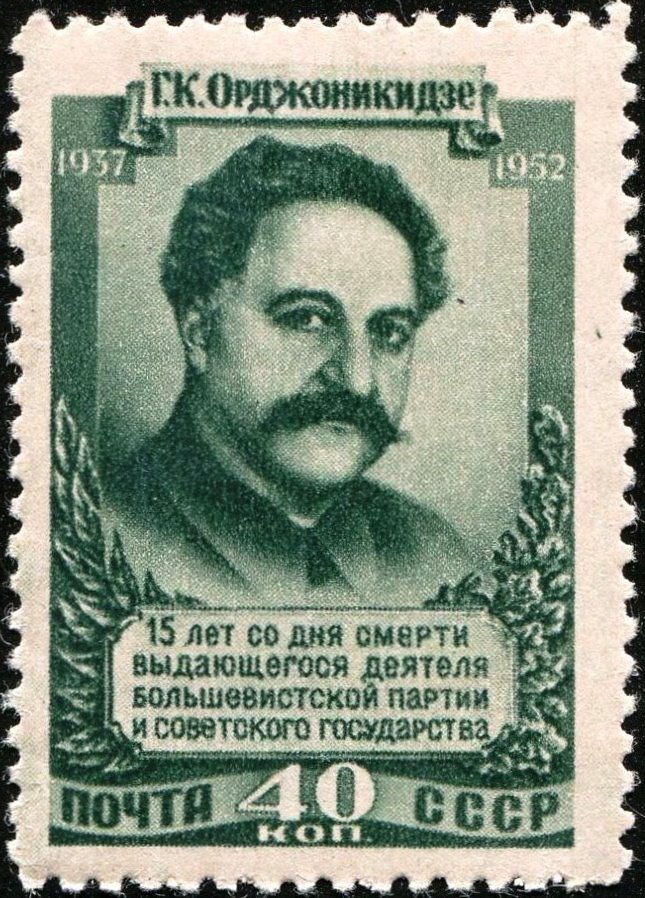
Ordjonikidze honoré sur un timbre soviétique en 1952, en mémoire du quinzième anniversaire de sa mort.

Malgré les circonstances obscures de sa mort et les purges contre ses subordonnés et les membres de sa famille, Ordjonikidze fut officiellement honoré par le pouvoir soviétique. Plusieurs localités d'Union soviétique ont été nommées en son honneur et ont porté son nom, comme la ville de Ordjonikidze (entre 1931 et 1990), capitale de l'Ossétie du Nord, ou encore la ville d'Ordjonikidze en Ukraine, baptisée ainsi en 1956 jusqu'en 2016. Un croiseur de la classe Sverdlov a été nommé également Ordjonikidze.

### Note
1. ↑  Premier secrétaire du Comité régional transcaucasien du Parti communiste pansoviétique (bolchevik) à partir de 1925

## Sources et bibliographie
- « Missions spéciales : mémoires du maître-espion soviétique Pavel Soudoplatov », éd. du Seuil, 1994,  (ISBN 2-02-021845-3), chapitre « Notices biographiques », p. 598.
- Thaddeus Wittin, Beria chef de la police secrète stalinienne, Nouveau Monde, 2014, trad de l'anglais (1972).Chap. "Requiem pour le cher Sergo".
- Simon Sebag Montefiore (trad. de l'anglais par Florence La Bruyère et Antonina Roubichou-Stretz), Staline : La cour du tsar rouge, vol. I. 1929-1941, Paris, Perrin, 2010, 723 p. (ISBN 978-2-262-03434-4).